# بهداشت محیط (نشریه)
بهداشت محیط یک مجله پزشکی مورد بررسی قرار گرفته است که در سال ۲۰۰۲ تأسیس شده و توسط بایومد مرکزی منتشر می‌شود. این نشریه پژوهش‌هایی را در تمام زمینه‌های پزشکی و زیست‌محیطی پوشش می‌دهد. سردبیران آن فیلیپه گراندجین (دانشگاه جنوبی دانمارک) و دیوید ازونوف (دانشکده بهداشت عمومی بوستون) هستند. طبق گزارش استنادی مجلات، عامل تأثیر گذار نشریه در سال ۲۰۱۵ برابر ۳٫۴۵۳ است.